# Serj Tankian
Serj Tankian (arménsky Սերժ Թանկյան) (* 21. srpna 1967 Bejrút, Libanon) je arménsko-americký zpěvák, skladatel, básník, aktivista a multiinstrumentalista. Je znám především jako zpěvák metalové skupiny System of a Down (SOAD). V roce 2001 vydal knihu básní Cool Gardens. V roce 2002 společně s Tomem Morellem spoluzaložili neziskovou sociálně-politickou organizaci Axis of Justice (česky Osa spravedlnosti). Během své kariéry vydal pět alb se SOAD, jedno s Arto Tunçboyacıyanem (Serart) a 23. října 2007 vydal své první sólové album Elect the Dead.
Podílel se na mnoha albech různých umělců, např. Deftones, Rita Mitsouko, soundtrack k filmu Brouk a další. Často pořádá charitativní koncerty nejen v rámci organizace Axis of Justice. Roku 2005 se podílel na tvorbě alba Enter the Chicken umělce Bucketheada. 23. října 2007 vyšlo jeho sólové album Elect the Dead, v němž byl ke každé písni natočen videoklip. Turné k tomuto albu absolvoval se skupinou, kterou nazýval „FCC“ (Flying Cunts of Chaos – parodie na Federal Communications Commission). Na podzim roku 2010 vydal druhé sólové album Imperfect Harmonies. V létě 2012 vydal třetí sólové album Harakiri (album). V létě příštího roku (červenec 2013) vydal se skupinou Jazz-Iz-Christ stejnojmenné album. Mimo jiné také v roce 2019 nazpíval skladbu Rains of Castamere ze seriálu Game of Thrones.

## Život a kariéra

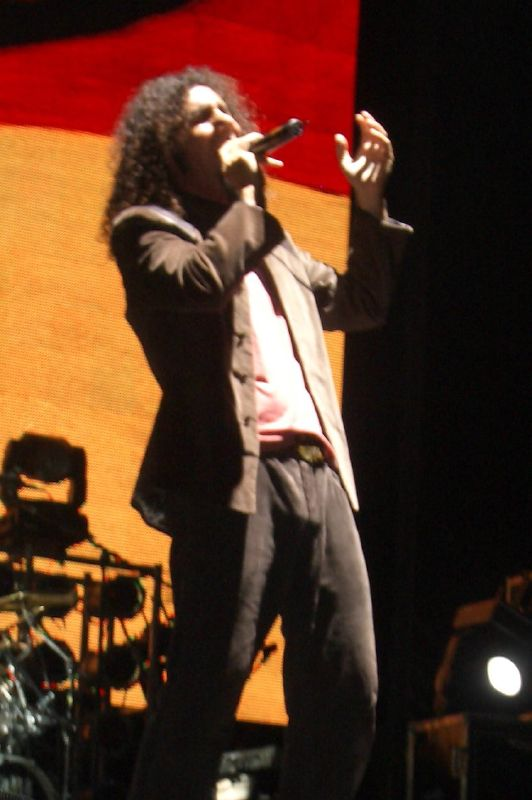
Serj Tankian v roce 2006

Narodil se 21. srpna 1967 v libanonském Bejrútu. Spolu s rodinou emigroval v roce 1975  do Los Angeles. V Bejrútu Tankian bral jako malé dítě lekce hraní na flétnu. Později vystudoval marketing a obchod (Marketing and Business) na Stanfordově univerzitě a před začátkem hudební kariéry založil softwarovou firmu. V roce 1993 založil svoji první rockovou hudební skupinu, její název byl Soil (nemá nic společného se skupinou SOiL). Jejími členy byli Daron Malakian, Domingo Laranio, Dave Hakopyan a později i Shavo Odadjian. O dva roky později, v roce 1995, po nahrávání a koncertu odešli Dave a Domingo. Shavo kontaktoval bubeníka Andyho Khachaturiana, tito čtyři lidé se stali základem skupiny, která byla přejmenována na System of a Down.
Během svého účinkování v SOAD nazpíval několik písní i s jinými skupinami jako např. píseň "Mushroom Cult" od Dog Fashion Disco a zpíval i vokály v písni "Mein" od skupiny Deftones. Produkoval album Enter the Chicken od umělce, který si říká Buckethead. Zpívá také vokály v písních "We Are One", "Coma" a "Waiting Hare". S vydavatelstvím Serjical Strike Records nabízí skupinám mimo mainstream možnost vydání jejich skladeb. První vydaným albem tohoto vydavatelství bylo album Serart, společného projektu Serje Tankiana a Arto Tunçboyacıyana.
Později zpíval s Les Rita Mitsouko ve skladbě "Terminal Beauty", také zpíval se skupinou Fair to Midland během živého hraní improvizované verze jejich písně "Walls of Jericho" z alba Fables from a Mayfly: What I Tell You Three Times Is True. Na několika projektech spolupracoval se svým dobrým přítelem, režisérem Diranem Noubarem. Jejich spoluprací vznikl i filmový dokument Armenia, a Country Under Blockade, dokument byl opatřen jím namluveným komentářem. Doprovází se na kytaru během zpěvu písně "Saving Us" na svém albu Elect the Dead; také režíroval videoklip ke své písni "Baby".
Angažuje se také na politické scéně – spolu s Tomem Morellem založili organizaci Axis of Justice. Často veřejně kritizuje násilí a nespravedlnost na světě. Každý měsíc vysílá jejich rozhlasová stanice program, do něhož si zvou hosty jako Mumia Abu-Jamal (politický vězeň), Noam Chomsky (jazykovědec a anarchista) apod.
Píseň nazvaná "Sounds of War", kterou hrál na koncertech po vydání prvního sólového alba, ukazuje hru ve stylu jazz fusion. Podílel se na vzniku dokumentárního filmu Screamers (2006), kde mimo jiné poskytl rozhovor se svým dědečkem. Současní dokumentu byli i ostatní členové SOAD.

### 2007–2009:Elect the Deada vedlejší projekty
23. října 2007 vyšlo jeho první sólové album Elect the Dead. Ke každé písni z alba byl natočen videoklip. Podle jeho slov album vytvářel asi rok, poněvadž ho skládal celé sám. Turné k tomuto albu absolvoval se skupinou, kterou nazýval „FCC“ (Flying Cunts of Chaos – parodie na Federal Communications Commission).
Píseň z tohoto alba "Lie, Lie, Lie" můžeme slyšet v úvodní znělce seriálu stanice NBC Podstata strachu (Fear Itself).
Během Video Music Award 2007 Tankian společně se skupinou Foo Fighters nazpíval cover písně "Holiday In Cambodia" – písně skupiny Dead Kennedys. 
V roce 2008 také hostoval u písně "Lazarus On Down", která vyšla na albu Fabled City od skupiny The Nightwatchman.
16. března 2009 vydal Tankian orchestrální DVD album Elect the Dead Symphony, které nahrál s Auckland Philharmonia Orchestra na Novém Zélandu. Jsou to převedené skladby z Tankianova debutového sólo alba Elect The Dead v orchestrálním provedení. Mezi skladbami se objevila píseň "Blue", která pochází z raných dob SOAD a píseň "Gate 21", která se za rok objevila na Tankianově druhém sólovém albu Imperfect Harmonies.
V roce 2009 se také podílel na písní "Viktor" z alba Made in Chernobyl skupiny Viza. Také se ve stejné roce podílel na dvou písních "Bari Arakeel" a "Martigi Yerke" na albu Inchbes Moranank jeho otce Khatchadoura Tankiana. Také si zazpíval a objevil v klipu skupiny Bitter:Sweet v písni "Drama".

### 2010–2011:Imperfect Harmoniesa vedlejší projekty
21. září 2010 vydal druhé sólové album Imperfect Harmonies.
V lednu 2011 vydal Tankian videoklip k písni "Reconstructive Demonstrations" z alba Imperfect Harmonies. Tankian na své stránce na Facebooku během zveřejnění videoklipu také oznámil, že někdy v roce 2011 vyjde nové EP s názvem Imperfect Remixes. To vyšlo 1. března a při této příležitosti vydal také videoklip k písni "Gate 21", který nazval "Goodbye – Gate 21 (Rock Remix)" – na kytaře se v klipu objevil Tom Morello.
Dále v této době složil hudbu pro muzikál Prometheus Bound amerického scenáristy Stevena Satera. Muzikál je založen na antické tragédii o Prométheovi (Spoutaný Prométheus – Aischylos). Premiéra proběhla 25. února 2011.
22. března 2011 vydal svou druhou knihu básní Glaring Through Oblivion.
12. srpna 2011 Tankian odcestoval do Arménie, kde ho v Domě vlády přijal tehdejší premiér Tigran Sargsjan a udělil mu pamětní medaili za "přínos k uznání arménské genocidy a rozvoji hudby". Tankian slíbil, že se vrátí a uspořádá koncert ke 100. výročí arménské genocidy, což se mu 23. dubna 2015 podařilo, když přijel s celou skupinou System Of A Down v rámci "Wake Up the Souls Tour" právě do hlavního města Arménie a ve dvouhodinové show na Republic Square, tak splnil svůj slib. Celý koncert byl navíc zcela zdarma.
4. října 2011 vyšla na soundtracku ke hře Batman: Arkham City píseň "Total Paranoia", kterou napsal a nazpíval.

### 2012–2016:Harakiria vedlejší projekty
10. července 2012 vydal třetí sólové album Harakiri.
V roce 2013 vydal orchestrální album Orca Symphony No. 1 a jazzové album Jazz-Iz-Christ. Věnoval se také dalších vedlejším projektům například pro Davida Draimana z Disturbed, Tech N9ne nebo Bennyho Benassiho.
V roce 2014 byl současní písně "Imagine" od Johna Lennona v rámci UNICEF Armenia.
V roce 2015 se převážně věnoval koncertování se SOAD v rámci "Wake Up the Souls Tour". V tomto roce vyšel i americký film "1915", ke kterému Tankian skládal hudbu. Ve filmu se objevuje i známá Arménsko-Americká herečka Angela Sarafyan (Westworld).
V roce 2016 vychází film pro který Tankian skládal hudbu. Arménské válečné-drama "Poslední obyvatel" (The Last Inhabitant).

### 2017–2019: spolupráce na filmech a vedlejších projektech
25. března 2017 se stal překvapivým hostem na Game of Thrones Live Concert Experience v Los Angeles, kde zazpíval na pódiu "The Rains of Castamere", jelikož to vyvolalo velkou kladnou odezvu nahrál stejnou píseň i studiově a objevila se v roce 2019 na soundtracku k osmé a zároveň závěrečné řadě Game of Thrones.
V létě 2017 si s Prophets of Rage zazpíval "Like a Stone" jako vzpomínku na zesnulého zpěváka Audioslave, Chrise Cornella.
V listopadu 2017 získalo švédské nezávislé vydavatelství Woah Dad! alba, která Tankian nahrál pro Reprise Records, ve stejné době také vyšel fantasy film "Legenda o Kolovratovi" (Furious), pro který Tankian složil hudbu.
V roce 2018 vyšlo Rusko-Arménské drama "Spitak" (Спитак), pro které Tankian složil hudbu.
Tankian složil hudbu k dokumentárnímu filmu I Am Not Alone z roku 2019 o arménské revoluci v roce 2018. Byl také výkonným producentem filmu. Podílel se také na písní "Godzilla" k filmu Godzilla II Král monster. V těchto letech také nazpíval písně jako "When Death Arrives" nebo "Electric Yerevan", která se později objevila na EP Elasticity.

### 2020–2022:Elasticity,Perplex Cities, Foundationsa vedlejší projekty
V roce 2020 se Tankian podílel na projektu jeho švagra a kolegy ze SOAD Johna Dolmayana, These Grey Men, kde byl současní dvou písní "Road to Nowhere" cover od Talking Heads a "Starman" cover od Davida Bowieho. On sám v této době vydal i píseň o Arménii, které se jmenuje stejnojmenně "Hayastane" (Arménie). V této době se také podílel na albu Jimmyho Urine Fuktronic, které vyšlo v květnu[kdy?].
V roce 2021 vydal dvě instrumentální alba  Illuminate a Cinematique Series: Violent Violins. Vydal také live album Live in Edmonton, které pochází z 16. března 2008. Také vydal Cool Gardens Poetry Suite.
V roce 2021 také vyšel jeho osobní dokument Truth to Power.
Vydal své třetí EP Elasticity, které obsahuje i písně, které měli být původně na reunionovém albu System of a Down, k čemuž nakonec nedošlo, protože se ostatní členové kapely neshodli na jejich vhodnosti pro nové SOAD album.
V roce 2022 Tankian vydal další live album Live at Leeds, které pochází z 23. srpna 2008.
Také se podílel na videohře Metal: Hellsinger, kde nazpíval píseň "No Tomorrow". Na této hře se podílelo několik dalších metalových umělců například: Björn Strid (Soilwork), Matt Heafy (Trivium), Mikael Stanne (Dark Tranquility), Dennis Lyxzén (Refused a INVSN), Randy Blythe (Lamb of God), Alissa White-Gluz (Arch Enemy) nebo Tatiana Shmayluk (Jinjer).
Déle se během těchto let se opět podílel na několika dalších vedlejších projektech pro umělce jako Tom Morello, Tina Guo nebo Sevak Amroyan.
3. října 2022 Tankian prozradil v rozhovoru pro časopis Revolver, že pracuje na nové knize ve stylu memoárů.
21. října 2022 Tankian vydal své čtvrté EP Perplex Cities, které je tentokrát více elektronické, než metalové. K propagaci použil aplikací pro rozšířenou realitu Arloopa, díky které mohl být ve stejném prostoru jako posluchač a také, aby mu vysvětlil hudbu a poslouchal ji spolu s ním. 
24. října 2023 oznámil název a datum vydání svých memoárů. Název knihy bude Down With the System. Publikace vyjde 14. května 2024 nejen ve standardní knižní podobě, ale také jako digitální eBook a rovnou i jako audio kniha. 
27. září 2024 vydal páté EP Foundations. „Je to zajímavá retrospektiva rockových skladeb z různých období, které nikdy nebyly vydány.“ Komentoval Serj. 

## Osobní život
V současné době žije v Calabase v Kalifornii. Svůj „druhý domov“ má na Novém Zélandu, kde v roce 2007 získal povolení k trvalému pobytu. Dokonce se objevila fáma, že hodlá zůstat na Novém Zélandu, dokud neskončí Válka v Iráku, on sám to však v rozhovoru popřel.
Tankian je vegetarián a v roce 2009 podepsal petici PETA proti způsobu porážky kuřat na jatkách KFC.
Z hudby poslouchá hodně jazz – Miles Davis, dále pak: Fair To Midland, Tom Waits, Cesaria Evora, Ravi Shankar, Thelonious Monk.
Tankian je od roku 2018 zakladatelem společnosti Kavat Coffee, která se soustředí na Arménskou kávu.
Často se účastní demonstrací. Je nekuřák. Nesleduje televizi a neposlouchá ani rádio. V roce 2021 prodělal covid-19. Projevila se u něj mírná forma.
Z rozhovoru z října 2022 víme, že v roce 2021 rovněž prodělal operaci zad a od té doby se potýká s přetrvávajícími problémy, které podle jeho slov ovlivňují jeho pohyblivost.

### Vzhled
Má hnědé oči, výraznou bradku, černé kudrnaté vlasy, které několikrát výrazně změnil, např. v klipu Spiders a na několika koncertech se objevil s dredy, při několika starších koncertech byl obarven na blond. Při vydání alba Toxicity měl vlasy nakrátko ostříhané. V době vydání alba Mezmerize/Hypnotize měl vlasy dlouhé po ramena. V současné době má krátké kudrnaté vlasy a jeho typická bradka již zešedivěla. Měří 183 cm.

### Rodina
Serj Tankian se 9. června 2012 oženil se svou dlouholetou přítelkyní arménského původu Angelou Madatyan se kterou chodil minimálně od roku 2005. Vzali se v Simi Valley v Kalifornii. 24. října 2014 se mu narodil syn Rumi. Tomu věnoval i stejnojmennou píseň z alba Elasticity (2021). Jeho švagrem je bubeník a parťák ze skupiny System of a Down, John Dolmayan, který si vzal Dianu Madatyan, sestru Angely.

## Diskografie

### System of a Down
- System of a Down (1998)
- Toxicity (2001)
- Steal This Album! (2002)
- Mezmerize (2005)
- Hypnotize (2005)

### Axis of Justice
- Concert Series Volume 1 (2004)

### Sólo
- Elect the Dead (2007)
- Imperfect Harmonies (2010)
- Harakiri (2012)
- Orca Symphony No. 1 (2013)
- Cool Gardens Poetry Suite (2021)
- Cinématique Series: Illuminate (2021)
- Cinématique Series: Violent Violins (2021)

### Jazz-Iz-Christ
- Jazz-Iz-Christ (2013)

### Kolaborační alba
- Serart (Sampler)
- Serart (2003) (s Arto Tunçboyacıyan)
- Enter the Chicken (2005) (s Buckethead)
- Fuktronic (2020) (s Jimmy Urine)

### Single CD
- Empty Walls
- Lie Lie Lie
- Sky is Over
- Fears
- The Charade
- Left of Center
- Reconstructive Demonstrations
- Figure It Out
- Cornucopia
- Harakiri

### EP
- Lie Lie Live (2008)
- Imperfect Remixes (2011)
- Elasticity (2021)
- Perplex Cities (2022)
- Foundations (2024)

### Koncertní alba
- Elect the Dead Symphony (2010)

## Filmografie
- Screamers (2006) – dokumentární film o genocidách, včetně Arménské genocidy, Rwandská genocidy.
- Truth to Power (2021) – dokumentární film o Tankianovi.

### Skladatel
- 1915 (2015) – Americký psychologický thriller
- Poslední obyvatel (The Last Inhabitant) (2016) – Arménské válečné-drama
- Legenda o Kolovratovi (Furious) (2017) – Ruské fantasy
- Spitak (Спитак) (2018) – Rusko-Arménské drama

## Knihy
- Cool Gardens, 2001, MTV Books
- Glaring Through Oblivion, 2011 It Books, New York
- Down With the System, 2024 Hachette Books

## Videohry

### Skladatel
- Total Paranoia – Batman: Arkham City, 2011
- No Tomorrow – Metal: Hellsinger, 2022